# Sveučilište u Londonu
Sveučilište u Londonu (eng. University of London (UoL); skraćeno Lond ili rjeđe Londin u postnominalnim nazivima) savezno je i javno istraživačko sveučilište smješteno u Londonu u Engleskoj. 
Sveučilište je osnovano kraljevskom poveljom 1836. kao ispitni odbor za dodjelu diploma za studente koji posjeduju svjedodžbe s „University College London”, „King's College London” i „drugih takvih institucija, korporativnih ili nekorporiranih, koje će biti osnovane u svrhu obrazovanja, bilo unutar metropole ili drugdje unutar našeg Ujedinjenog Kraljevstva”. To je jedna od tri institucije koje su se reklamirale kao treće najstarije sveučilište u Engleskoj. Prešlo je u federalnu strukturu sa sastavnim fakultetima 1900. Sada je uključeno u svoju četvrtu (1863.) kraljevsku povelju i upravlja se Zakonom o Sveučilištu u Londonu iz 2018. (c. iii).
Sveučilište se sastoji od 17 institucija članica i tri središnja akademska tijela. Sveučilište ima oko 48 000 vanjskih studenata koji studiraju na daljinu i oko 219 410 internih studenata u kampusu, što ga čini najvećim sveučilištem po broju studenata u Ujedinjenom Kraljevstvu. U većini praktičnih razloga, od prijema do financiranja, institucije članice djeluju neovisno, a mnoge dodjeljuju vlastite diplome dok ostaju na federalnom sveučilištu.
Prema zakonu iz 2018., institucije članice prestale su se nazivati koledžima i dobile su pravo tražiti status sveučilišta bez potrebe za napuštanjem federalnog sveučilišta.
Od 2015. postoji oko 2 milijuna bivših studenata Sveučilišta u Londonu diljem svijeta, uključujući najmanje 14 monarha ili ČLANOVA kraljevskih obitelji, više od 60 predsjednika ili premijera u svijetu (uključujući pet premijera Ujedinjenog Kraljevstva), dva ministra kabineta Ujedinjenog Kraljevstva, 98 dobitnika Nobelove nagrade, pet dobitnika Fieldsove medalje, četiri dobitnika Turingove nagrade, šest Dobitnici Grammyja, dva dobitnika Oscara, tri osvajača zlatne olimpijske medalje i nekoliko očeva nacije nekoliko zemalja: Mahatma Gandhi, Nelson Mandela, Muhammad Ali Jinnah, Lee Kuan Yew, Seewoosagur Ramgoolam, Jomo Kenyatta i Kwame Nkrumah. 
Među poznatim studentima bili su i: Aung San Suu Kyi, Mick Jagger, George Soros, Romano Prodi, Desmond Tutu, Camilla, kraljica Ujedinjenog Kraljevstva, Henry Gray i dr.